# Miconia molybdea
Miconia molybdea är en tvåhjärtbladig växtart som beskrevs av Charles Victor Naudin. Miconia molybdea ingår i släktet Miconia och familjen Melastomataceae.
Artens utbredningsområde är Bolivia. Inga underarter finns listade i Catalogue of Life.